# K'in'din-kaiyaah
K'in'din-kaiyaah (K'andang-kaiya, k'AndANkaiya), jedna od bandi u savezu Kekawaka s Jewett Creeka u Kaliforniji. Wailaki su rijeku na kojoj su živjeli nazivali dAsk'Ekot (lung creek), dok naziv k'AndANkaiya znači "bow people". 
O selima ove bande nije ništa poznato, a njihovi ostaci su u Goddardovo vrijeme koji je proučavao Wailakije, 'živjeli već kao mješanci u blizini Harrisa' (Goddard, Hab.Wail. p.108). U koritu Eel Rivera, sjeverno od njih bila su sela Lassika.

## Tekst naslova
- Wailaki band and place names and their meanings